# Justin Clinchant

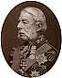
Justin Clinchant

Justin Clinchant (* 24. Dezember 1820 in Thiaucourt (Département Meurthe); † 20. März 1881 in Paris) war ein französischer Général de division.
Clinchant besuchte die Militärschule Saint-Cyr, trat 1841 als Sous-lieutenant in ein Infanterieregiment ein, wurde 1855 Commandant, nach der Schlacht bei Solferino Lieutenant-colonel, 1862 Colonel, zeichnete sich in Mexiko aus und erhielt 1866 das Kommando über eine Brigade in Paris. 1870 befehligte er eine Brigade im 3. Korps bei der Rheinarmee, machte die Kämpfe von Metz mit und während der Kapitulation gelang es ihm zu entkommen. Darauf stellte er sich der Pariser Regierung zur Verfügung, erhielt bei der Organisation der Bourbaki-Armee das Kommando des 20. Armeekorps mit dem Rang eines Général de division und wohnte dem Gefecht bei Villersexel (9. und 10. Januar 1871) und der dreitägigen Schlacht an der Lisaine (15. bis 17. Januar 1871) bei. Als Charles Denis Bourbaki am 26. Jan. nach einem Suizidversuch den Oberbefehl über die Ostarmee niederlegte, übernahm ihn Clinchant und schloss, als er in Pontarlier den weiteren Weg versperrt fand und Manteuffel die bedingungslose Waffenstreckung forderte, mit dem schweizerischen General Herzog am 1. Februar den Vertrag von Les Verrières, wonach er mit der 87.000 Mann starken Armee auf den Boden der Schweiz übertrat. Nach Unterzeichnung der Präliminarien von Versailles kehrte er nach Frankreich zurück, wurde zum Kommandanten des 5. Korps in der Armee Mac Mahons ernannt und drang 23. Mai mit seinen Truppen in Paris ein. Bei der Reorganisation der Armee 1873 erhielt er das Kommando über das 1. Armeekorps mit dem Sitz in Lille; 1879 wurde er nach Bourges versetzt und 1880, da er als eifriger Republikaner von Gambetta begünstigt wurde, zum Militärgouverneur von Paris ernannt.
Justin Clinchant starb am 20. März 1881.